# União de Ujhorod

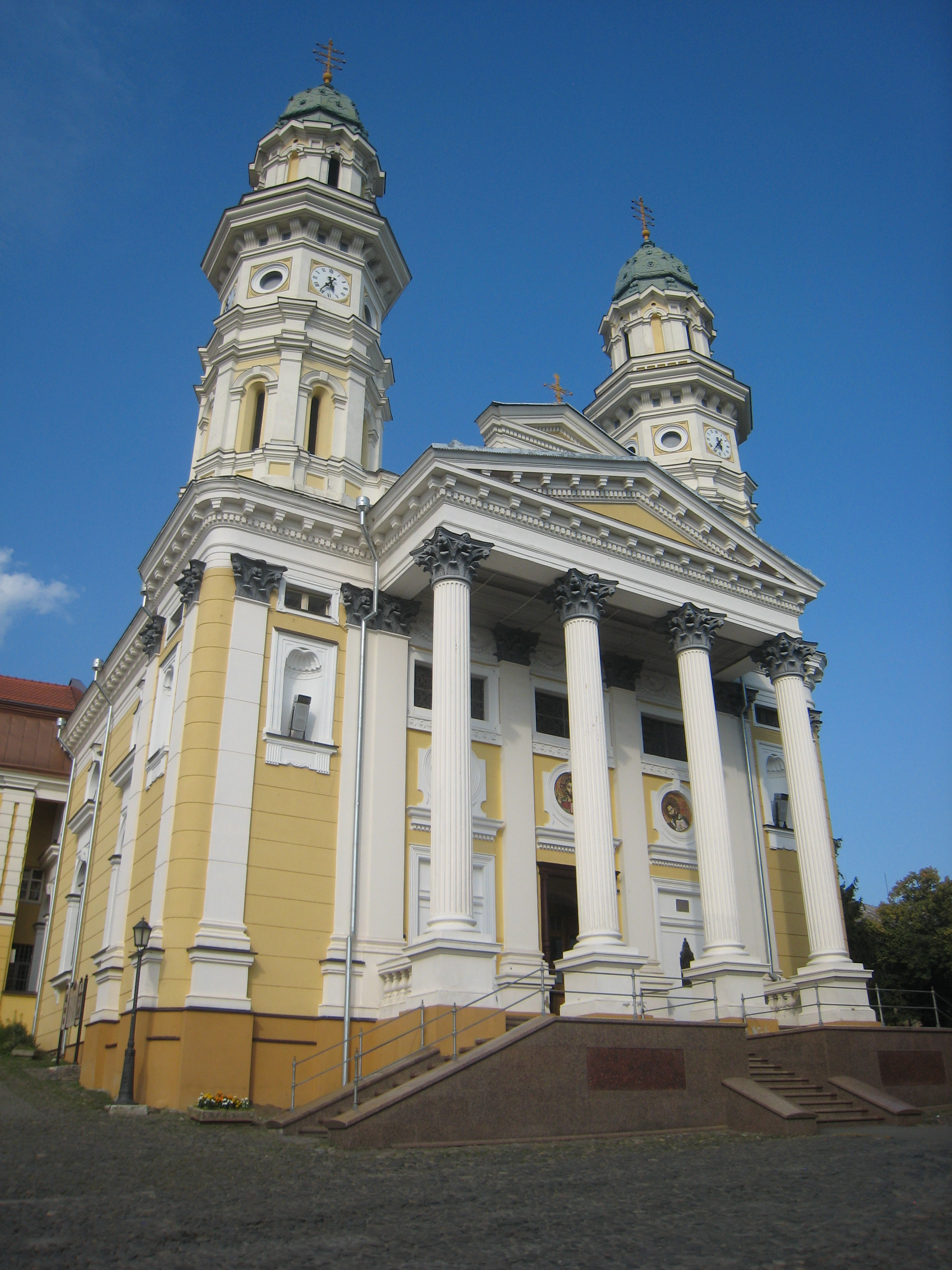
Catedral Católica Grega em Ujhorod, o centro da Diocese de Mukachevo

A União de Ujhorod, também conhecida como União de Ungvár, foi uma união eclesiástica adotada em 24 de abril de 1646 em Ujhorod, que consistia na anexação de 63 Padres Ortodoxos da Diocese de Mukachevo à Igreja Católica Romana nos termos da União de Brest em 1596. Esta decisão foi a origem da Igreja Católica Bizantina Rutena.

## História
A primeira tentativa de concluir uma união no Reino da Hungria ocorreu em 1614 no Mosteiro Krásny Brod perto de Medzilaborets na Eslováquia.
O principal iniciador da União de Ujhorod foi o Hieromonge Pedro Partênio. Talvez tenha agido com o conhecimento do Bispo Ortodoxo de Mukachevo, Basílio Tarasovich, que simpatizou abertamente com a ideia da união e a negociou com o Bispo Católico de Eger. Uma tentativa de concluir uma união foi feita em 1640, entretanto, e terminou sem sucesso.
Pouco depois, o Bispo Basílio Tarasovich foi preso pelo Príncipe Rákóczi. Assim como a influente família Báthory de católicos, a família principesca protestante de Rákóczi foi a mais influente da região. Quase todo o século XVII, Rákóczi mostrou inclinação para defender os ortodoxos da pressão católica. Mais tarde, porém, atendendo a um pedido de Roma, Rákóczi libertou o Bispo Tarasovich, que em 1642 se converteu ao catolicismo em Roma. 

## Conclusão
Ujhorod tornou-se gradualmente o centro da expansão católica, ativamente dirigido e apoiado pelos Magnatas Drugets, nos quais os Rákóczi não tinham influência. Desde 1640, os jesuítas se estabeleceram em Ujhorod. Mas a aprovação do uniatismo demorou muito e foi difícil. Ao contrário da União de Brest, a União de Ujhorod tornou-se o trabalho de padres paroquiais ortodoxos. No geral, eles foram empurrados para isso pela difícil situação social, material e legal do clero ortodoxo. Seu principal objetivo era alcançar direitos iguais aos dos padres católicos. No entanto, isso nunca aconteceu (e também como resultado da União de Brest na Comunidade Polaco-Lituana). 
Alguns anos depois, Tarasovich retornou à Transcarpátia e sua posição teve um impacto significativo na conclusão da União de Ujhorod. Os iniciadores da conclusão da união foram os Basilianos sob a liderança de Pedro Partênio.
Em 1646, 63 padres da Diocese de Mukachevo (e no total havia, de acordo com várias estimativas, de 600 a 800 padres na diocese) na capela católica do castelo de Ujhorod sob a liderança do Bispo Católico de Eger, George Yakushich, aceitaram o união com Roma. 
A união foi concluída com a condição de preservar o rito bizantino de culto, o direito de eleger um bispo pelos uniatas, apenas aprovado por Roma, e a extensão dos privilégios do clero católico romano aos padres ortodoxos associados.
No entanto, ao mesmo tempo, não foi elaborado um ato de união. A ata da reunião de 24 de abril também estava faltando (ou não foi preservada). Os termos da união foram estabelecidos posteriormente - em correspondência com Roma. O Arcebispo de Esztergom, George Lippay, em subordinação direta que agora eram os padres da Igreja Uniata da Transcarpátia, dando-lhes promessas adicionais para melhorar o status legal dos padres, o que também indica que as condições da União para sua conclusão não foram registradas.

## Desenvolvimento
Aparentemente, em 1648, Tarasovich voltou para Mukachevo, onde morreu alguns meses depois. Morrendo o Bispo Basílio, foi nomeado Pedro Partênio como seu sucessor. No entanto, a aprovação do novo, agora Bispo uniata, foi adiada por muito tempo. Apesar da união ter sido aprovada pelo Sínodo de Tarnovo em 1648, a Santa Sé não confirmou as condições, já que na época Partênio era Bispo Ortodoxo. Em 1651, um novo Bispo Ortodoxo, João Zeykan, foi eleito. Somente no final de 1663, Pedro Partênio conseguiu fazer a Sé Episcopal uniata em Mukachevo, e a viúva, então, Sofia Báthory (de seu marido George II Rákóczi), que retornou ao catolicismo, expulsou o Bispo Ortodoxo, João de Mukachev. Só em 1655 foi Partênio nomeado por Roma, Bispo católico grego de Mukachevo. 
No entanto, o processo de aceitação da união eclesiástica no Reino da Hungria demorou bastante.
Em 1664, uma união foi concluída em Mukachevo, que anexou a população ortodoxa da Transcarpátia e a Diocese húngara de Khaidudorog à Igreja Católica Grega.
O Bispo Ortodoxo João (falecido por volta de 1686) partiu para a aldeia de Imstichev, onde conseguiu construir um mosteiro. Gradualmente, a região de Marmarosh (Maramuresh) no sudeste da Transcarpática tornou-se o centro da vida ortodoxa na Transcarpátia. A união foi concluída lá apenas em 1721. Mas mesmo depois disso, a Ortodoxia permaneceu por muito tempo nos mosteiros locais. Os Bispos da Moldávia e da Sérvia forneceram apoio significativo à Ortodoxia, mas era muito difícil resistir à pressão das autoridades seculares e católicas. A união começou a se espalhar especialmente ativamente sob o Bispo católico grego José de Camillis (1690-1706).
A derrota do levante liderado pelo Príncipe Francisco II Rákóczi (1703-1711) foi um golpe sério para a Ortodoxia. Como resultado, em 1713 uma união foi concluída em Maramures (atual Romênia). Em 1721, quase todos os padres ortodoxos da Transcarpátia reconheceram a união. No entanto, a hierarquia ortodoxa na região foi encerrada somente depois que o último Bispo Ortodoxo, Dositeu Feodorovich, foi torturado até a morte no Castelo Khust em 1735.
Em 1949, sob a pressão do Regime Soviético, a união foi rompida e permaneceu apenas na clandestinidade. Foi formada a Eparquia Ortodoxa de Mukachevo e Ujhorod do Patriarcado de Moscou. No final dos anos 1980, a união foi restaurada na Transcarpátia.